# Magilumiere
Magilumiere (株式会社マジルミエ?, Kabushiki gaisha Majirumie) è un manga scritto da Sekka Iwata e disegnato da Yu Aoki. È stato serializzato dal 20 ottobre 2021 al 9 luglio 2025 sul sito web e sull'applicazione Shōnen Jump+ di Shūeisha. I capitoli vengono raccolti in volumi tankōbon a partire dal 4 febbraio 2022; al 4 giugno 2025 i volumi totali ammontano a 17. In Italia la serie è stata annunciata da Edizioni BD che la pubblica sotto l'etichetta J-Pop a partire dal 19 giugno 2024. Un adattamento anime prodotto da Studio Moe e J.C.Staff è stato trasmesso dal 4 ottobre al 20 dicembre 2024. Una seconda stagione è prevista per il 2026.

## Trama
La storia si svolge in un mondo in cui essere una magical girl è una professione popolare che comporta lo sterminio di misteriose creature chiamate Kaii (怪異?). La neolaureata Kana Sakuragi, alle prese con la ricerca di un lavoro, riesce a mettere a frutto la sua eccellente memoria e aiuta la magical girl Hitomi Koshigaya a sterminare un Kaii durante un'emergenza. Felice di essersi finalmente resa utile, Sakuragi finisce per diventare la seconda magical girl di Magilumiere Inc., la startup di ragazze magiche in cui lavora Koshigaya. Oltre alla prodigiosa Koshigaya, Magilumiere Inc. è composta dal presidente Koji Shigemoto, un uomo di mezza età che si veste da magical girl, da Kaede Midorikawa, che si occupa dei clienti, e dall'ingegnere magico Kazuo Nikoyama.

## Personaggi
Kana Sakuragi (桜木 カナ?, Sakuragi Kana)
Doppiata da: Fairouz Ai (ed. giapponese), Tiziana Martello (ed. italiana)
Kana è una neolaureata che viene assunta dalla startup Magilumiere Inc. dopo aver assistito la magical girl Hitomi Koshigaya. Ha una memoria eccellente.
Hitomi Koshigaya (越谷 仁美?, Koshigaya Hitomi)
Doppiata da: Yumiri Hanamori (ed. giapponese), Annalisa Longo (ed. italiana)
Koshigaya è una magical girl che lavora alla Magilumiere. È un prodigio che sostiene molto Kana.
Koji Shigemoto (重本 浩司?, Shigemoto Kōji)
Doppiato da: Rikiya Koyama (ed. giapponese), Jacopo Calatroni (ed. italiana)
Shigemoto è il fondatore e presidente di Magilumiere. È un tale sostenitore delle magical girl che al lavoro si veste come una di loro.
Kaede Midorikawa (翠川 楓?, Midorikawa Kaede)
Doppiato da Ryōta Ōsaka (ed. giapponese), Alessandro Capra (ed. italiana)
Midorikawa è la rappresentate del marketing e delle vendite di Magilumiere.
Kazuo Nikoyama (二子山 和央?, Nikoyama Kazuo)
Doppiato da: Daiki Yamashita (ed. giapponese), Tommaso Zalone (ed. italiana)
Nikoyama è l'ingegnere magico di Magilumiere. Prende il suo lavoro così seriamente che ha la tendenza ad essere ignaro.
Mei Tsuchiba (土刃 メイ?, Tsuchiba Mei)
Doppiata da: Chika Anzai (ed. giapponese), Martina Tamburello (ed. italiana)
Tsuchiba è una magical girl che lavora all'AST. Ha una personalità fredda e preferisce l'efficacia di portare a termine il suo lavoro alla sua sicurezza.
Kei Koga (古賀 圭?, Koga Kei)
Doppiato da: Akira Ishida (ed. giapponese), Renato Novara (ed. italiana)
Koga è il fondatore e presidente dell'AST. È un vecchio amico di Shigemoto.
Lily Aoi (葵 リリー?, Aoi Rirī)
Doppiata da: Kaori Ishihara (ed. giapponese), Chiara Francese (ed. italiana)
Lily è una magical girl che lavora a Miyakodo. È una donna gentile, nota per la sua bellezza, eleganza e forza.
Miyako Aso (麻生 美弥子?, Asō Miyako)
Doppiata da: Kikuko Inoue (ed. giapponese), Beatrice Caggiula (ed. italiana)
Miyako è la presidente di Miyakodo. È una vecchia amica di Shigemoto e Koga.
Hana Ginji (銀次ハナ?, Ginji Hana)
Doppiata da: Hiyori Kono (ed. giapponese), Valentina Pallavicino (ed. italiana)
Ginji è un'ingegnere della BROOM. È una bambina genio che ha creato i BROOM (scope volanti) di Magilumiere.
Nishina (仁科?)
Doppiato da: Hiroshi Naka (ed. giapponese), Mario Scarabelli (ed. italiana)
Nishina è l'assistente e custode di Ginji. In precedenza era un ingegnere del governo.
Akane Makino (槇野あかね?, Makino Akane)
Doppiata da: Yurina Amami (ed. giapponese), Elisa Giorgio (ed. italiana)
Makino è una magical girl che lavora all'APDA. Kana è incaricata di farle da supervisore per la sua formazione sul lavoro.

## Media

### Manga
Il manga, scritto da Sekka Iwata e disegnato da Yu Aoki, è stato serializzato dal 20 ottobre 2021 al 9 luglio 2025 sul sito web e sull'applicazione Shōnen Jump+ di Shūeisha. I capitoli vengono raccolti in volumi tankōbon a partire dal 4 febbraio 2022. Al 4 giugno 2025 i volumi totali ammontano a 17.
In Italia la serie è stata annunciata da Edizioni BD che la pubblica sotto l'etichetta J-Pop a partire dal 19 giugno 2024.
La serie viene distribuita anche negli Stati Uniti da Viz Media e in Francia da Kana. Il servizio Manga Plus di Shūeisha pubblica i capitoli della serie in inglese in formato digitale.

#### Volumi
| 1  | 4 febbraio 2022 | ISBN 978-4-08-883028-5 | 19 giugno 2024  | ISBN 978-88-349-2687-1 |
| 1  | Capitoli - 1. Benvenuta alla Magilumiere Inc. (株式会社マジルミエへようこそ?, Kabushiki gaisha Majirumie e yōkoso) - 2. Le scope sono una passeggiata (ホーキなんて楽勝だから?, Hōki nante rakushō dakara) - 3. Esecuzione della funzione (業務実行?, Gyōmu jikkō) - 4. Di nuovo, benvenuta alla Magilumiere Inc. (改めてようこそマジルミエへ?, 改めとようこそマジルミエへ, Aratame to yōkoso Majirumie e) |                        |                 |                        |
| 2  | 2 maggio 2022 | ISBN 978-4-08-883133-6 | 19 giugno 2024  | ISBN 978-88-349-2738-0 |
| 2  | Capitoli - 5. I leader della società di magical girl (魔法少女業界の最大手?, Mahō shōjo gyōkai no saiōte) - 6. La nostra estetica (うちの美学?, Uchi no bigaku) - 7. Stupidi idealisti buoni a nulla (理想主義で非効率的なバカ?, Risōshugi de hikōritsutekina baka) - 8. Gli idealisti (理想主義者?, Risōshugi-sha) - 9. L'abbiamo fatta così su due piedi, eh? (ホイホイできただろ?, Hoihoi de kitadaro) - 10. Momenti come questo (こういう瞬間?, Kōiu shunkan) - 11. Collaborazione aziendale (協働業務?, Kyōdō gyōmu) - 12. La magical girl della Miyakodo (ミヤコ堂の魔法少女?, Miyakodō no mahō shōjo) - 13. A prova d'acqua (ウォータープルーフ?, Wōtāpurūfu)                                                     |                        |                 |                        |
| 3  | 4 luglio 2022 | ISBN 978-4-08-883219-7 | 21 agosto 2024  | ISBN 978-88-349-2802-8 |
| 3  | Capitoli - 14. Sorridi (笑って?, Waratte) - 15. Risultati contro filosofia (結果と美学?, Kekka to bigaku) - 16. I segreti del mestiere (企業秘密?, Kigyō himitsu) - 17. Magical technology expo (魔法業界EXPO?, Mahō gyōkai Ekisupo) - 18. Un lavoro non a contratto (契約の無い仕事?, Keiyaku no nai shigoto) - 19. Brividi (ゾッとする?, Zottosuru) - 20. Colleghi (仲間?, Nakama) - 21. Sforzo congiunto (協力?, Kyōryoku) - 22. Una semplice startup (単なるベンチャー?, Tan'naru benchā) |                        |                 |                        |
| 4  | 2 settembre 2022 | ISBN 978-4-08-883243-2 | 9 ottobre 2024  | ISBN 978-88-349-2966-7 |
| 4  | Capitoli - 23. Ginji (銀次さん?, Ginji-san) - 24. Il piano B (プランＢ?, Puran Bī) - 25. Super incredibile (すっごくすごい?, Suggoku sugoi) - 26. Un talento nel leggere i manuali d'istruzioni (説明書を読む才能?, Setsumeisho o yomu sainō) - 27. Il perno del sistema (システムの要?, Shisutemu no Kaname) - 28. Dall'esterno della compagnia (会社の外側?, Kaisha no sotogawa) - 29. La splendente Akane (アカネ燦然?, Akane sanzen) - 30. Lascia fare a me (お任せあれ?, O makase are) - 31. Andrà tutto bene (大丈夫?, Daijōbu) |                        |                 |                        |
| 5  | 4 novembre 2022 | ISBN 978-4-08-883330-9 | 4 dicembre 2024 | ISBN 978-88-349-3093-9 |
| 5  | Capitoli - 32. Da sole e in squadra (１人とチーム?, 1-ri to Chīmu) - 33. Tenuta d'occhio (よく見てる?, Yoku miteru) - 34. La riunione per discutere le contromisure per lo sterminio dei mostri mutanti etc. (魔法少女の怪異変異に対する退治対策方針会議?, Mahō shōjo no Kaii hen'i ni taisuru taiji taisaku hōshin kaigi) - 35. Il lavoro di mio padre (親の職業?, Oya no shokugyō) - 36. Il compito di una figlia (子供の仕事?, Kodomo no shigoto) - 37. Una donna dell'Istituto di Ricerca (魔総研の女?, Ma sōken no on'na) - 38. Non c'è modo di sterminarlo (退治方法はありません?, Taiji hōhō wa arimasen) - 39. Il mostro di Tipo C (丙型怪異?, Heigata Kaī) - 40. Produrre risultati (実績作り?, Jisseki zukuri) |                        |                 |                        |
| 6  | 3 febbraio 2023 | ISBN 978-4-08-883481-8 | 5 febbraio 2025 | ISBN 978-88-349-3223-0 |
| 6  | Capitoli - 41. Un'azienda dov'è piacevole lavorare (働きやすい会社?, Hataraki yasui kaisha) - 42. Io non ho una figlia (娘などいない?, Musume nado inai) - 43. Collaboratrici (協力者?, Kyōryokusha) - 44. Koji Shigemoto, ingegnere (エンジニア重本浩司?, Enjinia Shigemoto Kōji) - 45. Un cambio di strategia (作戦変更?, Sakusen henkō) - 46. Il buonsenso della prima linea (現場の常識?, Genba no jōshiki) - 47. Teoria e pratica (研究と実践?, Kenkyū to jissen) - 48. Appuntamento a scopo matrimoniale (お見合いしましょう?, O miai shimashou) - 49. La senpai Sakuragi (桜木先輩?, Sakuragi senpai) |                        |                 |                        |
| 7  | 2 maggio 2023 | ISBN 978-4-08-883540-2 | 2 aprile 2025   | ISBN 978-88-349-3329-9 |
| 7  | Capitoli - 50. Hibiki Yamimori (闇森響?, Yamimori Hibiki) - 51. Hikibuccio lo sbadato (抜けとる響ちゃん?, Nuketoru Hibiki-chan) - 52. Il mostro del Tonomori (塔の森の怪異?, Tonomori no Kaii) - 53. Il luogo più sicuro (一番安全?, Ichiban anzen) - 54. Quindici minuti (15分?, Jūgo fun) - 55. Barriera (結界?, Kekkai) - 56. Yamimori è incredibile (すごい闇森くん?, Sugoi Yamimori-kun) - 57. Cinque minuti al passaggio del testimone (引き継ぎ５分?, Hikitsugi 5-fun) - 58. Ce la farò di nuovo (今回もできます?, Konkai mo dekimasu) - 59. Un lavoro impeccabile (完璧な仕事?, Kanpekina shigoto) |                        |                 |                        |
| 8  | 4 agosto 2023 | ISBN 978-4-08-883679-9 | 11 giugno 2025  | ISBN 978-88-349-3530-9 |
| 8  | Capitoli - 60. Hibikuccio cerca lavoro (響ちゃんの就活?, Hibiki-chan no shūkatsu) - 61. Manao e Shigemoto (真尾と重本?, Manao to Shigemoto) - 62. Gli standard del settore (業界の常識?, Gyōkai no jōshiki) - 63. È lavoro (それが仕事?, Sore ga shigoto) - 64. Operazione top secret (社外秘作戦?, Shagai hisakusen) - 65. Amiche dopo 17 anni (17年越しのともだち?, 17-nen goshino tomodashi) - 66. Si va in scena (ショータイム?, Shōtaimu) - 67. Sbrilluccicando (ギンギンギン?, Gingingin) - 68. L'attivazione di "Wing" ("ウイング"出動?, Uingu shutsudō) |                        |                 |                        |
| 9  | 4 ottobre 2023 | ISBN 978-4-08-883734-5 | 6 agosto 2025   | ISBN 978-88-349-3586-6 |
| 9  | Capitoli - 69. (プランB?, Puran Bi) - 70. (仕事の価値?, Shigoto no kachi) - 71. (プリハトムギ?, Purihatomugi) - 72. (フィクションじゃない?, Fikushon janai) - 73. (合体準備?, Gattai junbi) - 74. (ノンフィクション?, Nonfikushon) - 75. (たすけにきたよ?, Tasuke ni kitayo) - 76. (ともだち?, Tomodachi) - 77. (崩壊?, Hōkai) |                        |                 |                        |
| 10 | 4 dicembre 2023 | ISBN 978-4-08-883735-2 | ottobre 2025    | ISBN 978-88-349-3696-2 |
| 10 | Capitoli - 78. (願掛け?, Gankake) - 79. (再会?, Saikai) - 80. (信じてる?, Shinjiteru) - 81. (1年の重み?, Ichinen no omomi) - 82. (桜木企画?, Sakuragi kikaku) - 83. (メッセージ?, Messēji) - 84. (レスポンス?, Resuponsu) - 85. (いろんな人?, Iron'na hito) - 86. (大穴狙い?, Ōana nerai) - 87. (勝機と商機?, Shōki to shōki) |                        |                 |                        |
| 11 | 4 aprile 2024 | ISBN 978-4-08-884003-1 | —               | —                      |
| 11 | Capitoli - 88. (鎌倉サンのホームパーティー?, Kamakura san no Hōmupātī) - 89. (饗宴?, Kyōen) - 90. (RABBIT?) - 91. (潜入?, Sen'nyū) - 92. (責任と結果?, Sekinin to kekka) - 93. (翠川の拳?, Midorikawa no ken) - 94. (約束?, Yakusoku) - 95. (誓い?, Chikai) - 96. (株式会社マジルミエへようこそ?, Kabushikigaisha Majirumie e yōkoso) |                        |                 |                        |
| 12 | 4 giugno 2024 | ISBN 978-4-08-884058-1 | —               | —                      |
| 12 | Capitoli - 97. (怪異操作チップ?, Kaii sōsa Chippu) - 98. (魔力ためるくん?, Maryokutameru-kun) - 99. (労い?, Negirai) - 100. (楽しい仕事?, Tanoshī shigoto) - 101. (破壊と復活?, Hakai to fukkatsu) - 102. (再開?, Saikai) - 103. (マジキュー!!?, Majikyū!!) - 104. (蔵入様、拷問の時間です?, Kurairi-sama, gōmon no jikan desu) - 105. (集大成?, Shūtaisei) |                        |                 |                        |
| 13 | 4 settembre 2024 | ISBN 978-4-08-884201-1 | —               | —                      |
| 13 | Capitoli - 106. (薄氷?, Haku hyō) - 107. (提案と交渉?, Teian to kōshō) - 108. (現場と仕事?, Genba to shigoto) - 109. (災害怪異?, Saigai Kaii) - 110. (多数精鋭?, Tasū seiei) - 111. (共同作業?, Kyōdō sagyō) - 112. (16年前?, Jū roku-nen mae) - 113. (アリスと古賀?, Arisu to Koga) - 114. (マジルミエ?, Majirumie) - 115. (古賀圭?, Koga Kei) |                        |                 |                        |
| 14 | 4 ottobre 2024 | ISBN 978-4-08-884230-1 | —               | —                      |
| 14 | Capitoli - 116. (待つてた?, Matsuteta) - 117. (新体制?, Shin taisei) - 118. (終わりと始まり?, Owari to hajimari) - 119. (ランチをしましょう?, Ranchi o shimashou) - 120. (焼肉をしましょう?, Yakiniku o shimashou) - 121. (チームワーク?, Chīmuwāku) - 122. (熱闘草野球! ~燃やせ、雑草魂を~?, Nettō kusayakyū! ~Moyase, zassō damashī o~) - 123. (熱闘草野球! ~暁の一番星は誰の上に輝く~?, Nettō kusayakyū! ~Akatsuki no ichiban hoshi wa dare no ue ni kagayaku~) |                        |                 |                        |
| 15 | 4 gennaio 2025 | ISBN 978-4-08-884293-6 | —               | —                      |
| 15 | Capitoli - 124. (おうちへ帰ろう?, O uchi e kaerō) - 125. (夢物語?, Yume monogatari) - 126. (未来と過去?, Mirai to kako) - 127. (大人の役目?, Otona no yakume) - 128. (闇森響開発秘話 (1)?, Yamimori hibiki kaihatsu hiwa ichi) - 129. (闇森響開発秘話 (2)?, Yamimori hibiki kaihatsu hiwa ni) - 130. (闇森響開発秘話 (3)?, Yamimori hibiki kaihatsu hiwa san) - 131. (進むか止まるか?, Susumu ka tomaru ka) - 132. (止まるか守るか?, Tomaru ka mamoru ka) - 133. (永遠の瞬間?, Eien no shunkan) |                        |                 |                        |
| 16 | 4 aprile 2025 | ISBN 978-4-08-884549-4 | —               | —                      |
| 16 | Capitoli - 134. (ワクワクするわね?, Waku waku suruwane) - 135. (魔法少女民営化二十周年式典?, Mahō shōjo mineika ni jū-shūnen shikiten) - 136. (プログラム第一?, Puroguramu dai ichi) - 137. (実験結果発表?, Jikken kekka happyō) - 138. (大人の仕事?, Otona no shigoto) - 139. (研究結果発表?, Kenkyū kekka happyō) - 140. (プログラム第二?, Puroguramu dai ni) - 141. (私の魔法?, Watashi no mahō) - 142. (どん底?, Donzoko) |                        |                 |                        |
| 17 | 4 giugno 2025 | ISBN 978-4-08-884641-5 | —               | —                      |
| 17 | Capitoli - 143. (闇森響の魔法?, Yamimori Hibiki no mahō) - 144. (若い魔法?, Wakai mahō) - 145. (真尾の涙?, Manao no namida) - 146. (食事?, Shokuji) - 147. (望み?, Nozomi) - 148. (協力要請?, Kyōryoku yōsei) - 149. (桜木カナのスピーチ?, Sakuragi Kana no Supīchi) - 150. (魔法少女の仕事?, Mahō shōjo no shigoto) - 151. (泡沫の夢?, Utakata no yume) |                        |                 |                        |
| 18 | 4 settembre 2025 | ISBN 978-4-08-884736-8 | —               | —                      |
| 18 | Capitoli - 152. (僕の魔法?, Boku no mahō) - 153. (カナの魔法?, Kana no mahō) - 154. (最後の魔法?, Saigo no mahō) - 155. (終わりと始まり 1?, Owari to hajimari ichi) - 156. (終わりと始まり 2?, Owari to hajimari ni) - 157. (終わりと始まり 3?, Owari to hajimari san) - 158. (魔法の日々?, Mahō no hibi) - 159. (あこがれの魔法少女?, Akogare no mahō shōjo) - 160. (あなたはとても?, Anata wa totemo) |                        |                 |                        |

### Anime
Il 29 novembre 2023 è stato annunciato l'adattamento anime della serie. È prodotto dallo Studio Moe e J.C.Staff e diretto da Masahiro Hiraoka, con la sceneggiatura scritta da Shingo Nagai, il character design curato da Hidehiro Asama e la colonna sonora composta da Makoto Miyazaki. La serie è stata trasmessa dal 4 ottobre al 20 dicembre 2024 su Nippon TV e reti affiliate nel blocco di programmazione Friday Night Anime. La sigla di apertura è Order Made di Mafumafu mentre quella di chiusura è Workout (ワークアウト?, Wākuauto) di syudou. La serie è stata distribuita a livello internazionale su Amazon Prime Video. Il doppiaggio italiano è curato da Videodelta di Torino sotto la direzione di Tommaso Zalone. L'adattamento dei dialoghi dell'edizione italiana è stato effettuato da Costanza Gallo.
Dopo la messa in onda dell'ultimo episodio, è stata annunciata una seconda stagione. È prevista per il 2026.

#### Episodi
| Nº | Titolo italiano Giapponese 「Kanji」 - Rōmaji | In onda          | In onda          |
| Nº | Titolo italiano Giapponese 「Kanji」 - Rōmaji | Giapponese       | Italiano         |
| 1  | Benvenuta alla Magilumiere Magical Girls 「株式会社マジルミエへようこそ」 - Kabushiki gaisha Majirumie e yōkoso | 4 ottobre 2024   | 27 febbraio 2025 |
| 1  | Nonostante abbia una memoria forte e attenzione ai dettagli, Kana Sakuragi fa fatica a trovare un lavoro dopo la laurea. Tuttavia, il suo ultimo colloquio di lavoro in una grande azienda viene sospeso quando l'edificio viene invaso da un grande Kaii che congela l'intera stanza. Hitomi Koshigaya della piccola compagnia di ragazze magiche Magilumiere viene chiamata per affrontare la minaccia, ma dopo aver visto le dimensioni del Kaii, chiede un volontario per aiutarla a ricaricare la sua arma. Kana offre il suo aiuto, persino adattando le munizioni di Koshigaya a una forma più adatta a danneggiare il gelido Kaii finché Koshigaya non riesce a sigillarlo. Come ringraziamento, Koshigaya raccomanda Kana per un lavoro a Magilumiere. |                  |                  |
| 2  | Cavalcare una SCOPA è una passeggiata 「ホーキなんて楽勝だから」 - Hōki nante rakushō dakara | 11 ottobre 2024  | 27 febbraio 2025 |
| 2  | Kana incontra l'eccentrico staff dell'ufficio Magilumiere: il manager travestito Kouji Shigemoto, il segretario oberato di lavoro Kaede Midorikawa e il progettista tecnico/magico Kazuo Nikoyama. Kana cerca di allenarsi nell'uso della sua SCOPA, ma i metodi di Koshigaya non sono utili e continua a sbattere contro gli oggetti. Improvvisamente, la Magilumiere viene chiamata a occuparsi di un nuovo Kaii che si è diffuso in un intero piano di un edificio per uffici e ha intrappolato uno degli impiegati al suo interno. Hitomi porta Kana con sé e riesce a salvare il civile, ma ha difficoltà a respingere il Kaii mentre lo trasporta, poiché la sua SCOPA danneggiata perde lentamente potenza. Kana ricorda quindi che la sua SCOPA può essere convertita in un'arma a corto raggio dai manuali di addestramento che nessun altro si è preoccupato di leggere, e la usa per danneggiare il Kaii abbastanza da permettere a Koshigaya di sigillarlo mentre salva il civile. |                  |                  |
| 3  | La nostra estetica 「うちの美学」 - Uchi no bigaku | 18 ottobre 2024  | 27 febbraio 2025 |
| 3  | Kana viene ufficialmente assunta come dipendente a tempo pieno dalla Magilumiere dopo un mese, quando una ragazza magica della grande compagnia AST sigilla il loro ultimo bersaglio Kaii sotto ai loro occhi. Più tardi, la Magilumiere viene chiamata per ripulire un vicino quartiere commerciale dai piccoli ma numerosi Kaii acquatici che hanno preso il sopravvento. Kana suggerisce di seguire la tattica standard di un incantesimo magico ad ampio raggio per risolvere rapidamente il problema, ma sia Shigemoto che Koshigaya insistono che perlustri prima la zona. Inizialmente confusa dalla situazione, Kana si rende presto conto che il quartiere è pieno di vecchi edifici che verranno distrutti se andranno avanti con l'incantesimo. Pertanto, Kana propone una magia più mirata che spazzerà via i Kaii attraverso le fogne, sebbene un tale incantesimo non esista ancora. Shigemoto annuncia che ne creerà uno.                                                       |                  |                  |
| 4  | Hanno sfornato una bomba! 「ホイホイできただろ」 - Hoihoi de kitadaro | 25 ottobre 2024  | 27 febbraio 2025 |
| 4  | Koshigaya rassicura Kana che la Magilumiere è in grado di creare un nuovo incantesimo sul posto. Altrove, Kei Koga, fondatore e presidente di AST, e la sua assistente Hasegawa hanno una conversazione su Shigemoto, mentre la ragazza magica che Kana e Koshigaya avevano incontrato in precedenza sigilla un altro Kaii. Tornati al quartiere dello shopping, una volta che l'incantesimo è pronto, Kana alla fine si rende conto che i Kaii si trovano in un tombino vicino all'ingresso. Quando lei e Koshigaya arrivano lì, quest'ultimo usa l'incantesimo per finire i Kaii. Dopo la battaglia, i residenti riconoscenti danno a Kana e Koshigaya numerosi doni. Quindi tornano alla Magilumiere. |                  |                  |
| 5  | Una collaborazione 「協働業務」 - Kyōdō gyōmu | 1º novembre 2024 | 27 febbraio 2025 |
| 5  | Dopo l'ultimo giorno di lavoro, Shigemoto annuncia che l'azienda organizzerà una festa karaoke. Al bar karaoke, quasi tutti hanno cantato tranne Midorikawa, cosa che Kana nota. Il giorno dopo, Shigemoto riceve una telefonata durante il pranzo. Informa subito Kana che vuole che partecipi a un progetto congiunto per una settimana con Miyakodo, un grande produttore di cosmetici che ha un proprio reparto di ragazze magiche. La informa anche che il presidente, Miyako Asou, è una sua vecchia amica. Una volta arrivata a Miyakodo, Kana viene affiancata da un'altra ragazza magica di nome Lily Aoi. |                  |                  |
| 6  | La Magical Girl della Miyakodo 「ミヤコ堂の魔法少女」 - Miyakodō no mahō shōjo | 8 novembre 2024  | 27 febbraio 2025 |
| 6  | Lily va a fare shopping con Kana. Durante una pausa, la prima rivela che il viaggio è in realtà una forma di allenamento. Spiega anche come la percezione delle ragazze magiche sia cambiata nel corso degli anni. Una volta terminato il viaggio, si dirigono all'Hotel Alberic per fare un'ispezione di routine dei Kaii. Nel frattempo, Shigemoto, Midorikawa e Nikoyama discutono di come il progetto congiunto sarà una buona opportunità per Kana. Tornata all'Hotel Alberic, Lily decide di dare un'occhiata al sito di demolizione lì vicino. Quando Kana alla fine la raggiunge, scoprono che un enorme Kaii si trova sul posto. Sembrano avere la meglio sui Kaii finché non subiscono una mutazione. Lily viene quindi attaccata mentre cerca di proteggere Kana. |                  |                  |
| 7  | Risultati vs Estetica 「結果と美学」 - Kekka to bigaku | 15 novembre 2024 | 27 febbraio 2025 |
| 7  | Lily rassicura Kana dopo aver ricevuto solo un graffio. Proprio in quel momento, la ragazza magicagirl che Kana aveva incontrato in precedenza, Mei Tsuchiba, arriva come supporto. Tsuchiba affronta i Kaii mentre Kana e Lily evacuano gli astanti. Kana torna presto al sito di demolizione dove si offre di aiutare Tsuchiba, che rifiuta. Quando lo fa comunque, Tsuchiba critica l'estetica di Kana prima che neutralizzi con successo il Kaii. Una volta che Tsuchiba se ne va, Kana esprime i suoi dubbi a Lily. In risposta, Lily rivela qual è la sua estetica, che motiva Kana. Dopo la conclusione del progetto congiunto, Kana e Lily si salutano. Altrove, Shigemoto ha un incontro con Miyako mentre Koga e Hasegawa discutono di cosa è successo al sito di demolizione. |                  |                  |
| 8  | Magical Technology EXPO 「魔法業界EXPO」 - Mahō gyōkai Ekisupo | 22 novembre 2024 | 27 febbraio 2025 |
| 8  | Kana si riunisce ai suoi colleghi all'annuale Magical Technology EXPO. All'interno, Kana e Koshigaya vengono avvicinati da due uomini. Una volta usciti, un Nikoyama precedentemente nervoso rivela con entusiasmo che gli uomini sono i leggendari product manager di Direct Core di nome Kashinomi e Yokode. Tutti tranne Midorikawa partecipano quindi alla conferenza principale di Satisfac in cui Masayuki Oikawa, l'amministratore delegato, fornisce una dimostrazione di un Kaii di tipo vegetale mutato che viene sterminato. Sfortunatamente, le cose vanno male quando il Kaii continua a mutare. Koga decide di non fare nulla finché la sua azienda non sarà contrattualmente obbligata a farlo. Sapendo come funziona AST, Shigemoto fa sì che la Magilumiere si faccia avanti. Mentre Kana, Koshigaya e Nikoyama lavorano insieme, quest'ultimo si rende conto che il suo laptop è troppo lento per inviare efficacemente l'incantesimo necessario per fermare il Kaii.        |                  |                  |
| 9  | Colleghi 「仲間」 - Nakama | 29 novembre 2024 | 27 febbraio 2025 |
| 9  | Mentre Nikoyama è in preda al panico, un flashback mostra come la sua passione per la magia lo abbia portato ad essere assunto dalla Magilumiere. Tornato al presente, Nikoyama chiede aiuto a Kashinomi, Yokode e Oikawa. Grazie alla collaborazione, Nikoyama riesce a inviare l'incantesimo a Kana e Koshigaya, che lo usano per neutralizzare i Kaii. In seguito, Oikawa si chiede come Shigemoto abbia creato un middleware contenente un codice anti-mutazione che non ha mai visto. In seguito, Koga cerca di rubare Kana e Koshigaya, senza successo. Quando Shigemoto menziona un incidente accaduto quindici anni prima, un Koga furioso lascia la stanza. Oikawa ha quindi una conversazione privata con Shigemoto su tutte le cose che ha notato sulla Magilumiere. Dopo l'incontro, Shigemoto dice a Midorikawa che è tempo di un piano B. |                  |                  |
| 10 | Ginji 「銀次さん」 - Ginji-san | 6 dicembre 2024  | 27 febbraio 2025 |
| 10 | Shigemoto dice a Kana e Koshigaya che vuole che mettano a punto le loro SCOPE. Arrivati a destinazione, incontrano Hana Ginji, una bambina prodigio, e il suo assistente e custode Nishina. Una volta che Kana e Koshigaya tornano in ufficio, Shigemoto rivela che espanderà l'attività grazie a un video caricato da Midorikawa di loro all'EXPO. Il giorno dopo, Ginji e Nishina si presentano alla Magilumiere per restituire a Kana e Koshigaya le loro SCOPE. In seguito, Shigemoto organizza un incontro sull'ultima richiesta di sterminio in cui un proprietario di un immobile vuole che controllino un edificio a Tawarahiyori. Mentre Ginji monitora i loro progressi, Kana usa al meglio le funzionalità aggiornate della sua SCOPA per neutralizzare il Kaii. Shigemoto rivela in seguito che la ragazza magicagirl di un'altra azienda verrà prestata alla Magilumiere e chiede ad Hana di fungere da suo mentore.                                                              |                  |                  |
| 11 | La splendente Akane 「アカネ燦然」 - Akane sanzen | 13 dicembre 2024 | 27 febbraio 2025 |
| 11 | Una volta che Kana accetta l'incarico, Shigemoto rivela che la ragazza magicagirl lavora per l'APDA. La suddetta ragazza, Akane Makino, arriva quindi all'edificio. Durante il pranzo, Makino racconta a Kana di un incidente accaduto quindici anni prima chiamato la Calamità di Kaii. Il giorno dopo, Kana, Koshigaya e Makino si dirigono verso un distretto di riqualificazione. Lì, Kana spiega a Makino come funziona l'azienda. Koshigaya decide di esaminare i primi sette edifici, lasciando Kana e Makino a esaminare il resto. Sebbene abbiano apparentemente completato il compito, Nikoyama segnala che un debole segnale Kaii è ancora nella zona. Quando tutti si dividono di nuovo, Koshigaya si rende conto che il Kaii con cui hanno a che fare è in realtà un tipo fuoco e non un tipo elettrico. Di conseguenza, Kana salva Makino. Il Kaii inizia a mutare prima che possa essere contenuto.                                                                             |                  |                  |
| 12 | Da sole e in squadra 「一人とチーム」 - Hitori to Chīmu | 20 dicembre 2024 | 27 febbraio 2025 |
| 12 | Kana, Koshigaya e Makino sono costrette a temporeggiare finché la Magilumiere non ha abbastanza dati per creare un incantesimo. Mentre Kana vola in giro, un flashback rivela il motivo per cui Shigemoto voleva che fosse lei il mentore di Makino. Tornata al presente, Kana riesce a inviare i dati a Nikoyama. Koshigaya arriva presto all'ultimo momento per salvare Kana e Makino. Notando il lavoro di squadra in mostra, una determinata Makino escogita una strategia. Dopo un po', finalmente neutralizzano il Kaii. Kana e Makino continuano a lavorare insieme per un mese prima di salutarsi. Il giorno dopo, Shigemoto partecipa a una riunione del Consiglio delle organizzazioni magiche. |                  |                  |

## Accoglienza
Masaki Endo di Tsutaya News ha ritenuto che la serie fosse unica tra le opere del genere delle ragazze magiche; Endo ha anche elogiato l'equilibrio tra fantasia e realtà. Makoto Kitani della rivista Da Vinci ha elogiato gli elementi comici della storia e i disegni; Kitani ha anche ritenuto che la storia fosse unica tra le opere delle ragazze magiche. Steven Blackburn di Screen Rant ha elogiato la serie, apprezzando in particolare i momenti comici. Ha anche notato che la serie funziona bene come satira di Sailor Moon.
La serie è stata nominata per il Next Manga Award 2022 nella categoria web manga, classificandosi al terzo posto su 50 candidati.